# ションブルクジカ
ションブルグジカ （Rucervus schomburgki） は、鯨偶蹄目シカ科に属するシカの一種。絶滅種。タイ南西部の湿原地帯に生息していた。バラシンガジカ（インドヌマジカ）の亜種とする説もある。

## 形態
体長は1.8m、体高1.2m程度。体重は170kg-280kg。体色は褐色。角は現生のどのシカよりも大きく枝が多かった。並の個体でも20本、最大33本の枝角があったという。体色と角以外はインドヌマジカによく似ている。

## 絶滅
ションブルグジカが絶滅した要因は二つある。一つは角を目的とした狩猟、もう一つは開発による湿原の消失である。ションブルグジカの見事な角は、トロフィーとして申し分なかったし、漢方薬の材料にもなった。湿原の消失が減少に拍車をかけた。人口が増え技術が進歩するにつれて、それまで利用されなかった湿原でも水田として開発出来るようになれば、環境保護などという発想のなかった当時のことだからションブルグジカの生息地はたちまち減っていった。森林で生きていこうとしても狩猟者はそこまで追いかけてきたし、角がじゃまになって住める森林も限られていた。1938年にベルリン動物園で死んだのを最後に絶滅したとされるが、1931年、1935年という説もある。